# Arkadia (kraina historyczna)

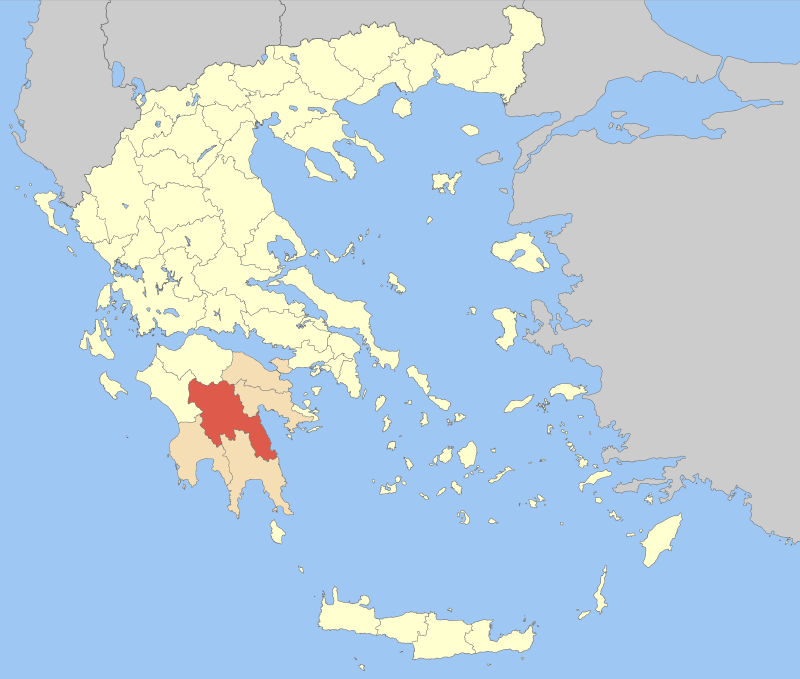
Nomos Arkadia

Nomos Arkadia
Podział na demosy

Arkadia – kraina historyczna, do końca 2010 roku prefektura w środkowej części Półwyspu Peloponeskiego (z dostępem do Morza Egejskiego), w regionie administracyjnym Peloponez, ze stolicą w Tripolisie. Graniczyła ze wszystkimi pozostałymi prefekturami półwyspu: Argolidą, Koryntią, Lakonią, Mesenią (region Peloponez) oraz Elidą i Achają (region Grecja Zachodnia). Ma powierzchnię 4419 km², zamieszkuje ją 102 tys. ludzi (stan z roku 2001).

## Historia mityczna
Pierwszym człowiekiem zamieszkującym Arkadię był zrodzony z ziemi Pelazgos, według innej wersji mitu syn Zeusa i Niobe. Syn Pelazgosa, Likaon miał z wieloma żonami 50 synów, eponimów miast na Peloponezie i córkę Kallisto. Za podanie Zeusowi do zjedzenia ludzkiego mięsa, Likaon i jego synowie, zostali zabici lub przemienieni w wilki, a na tronie Arkadii zasiadł syn Zeusa i Kallisto, Arkas. Arkas nauczył swój lud uprawy zboża, wypieku chleba i przędzenia wełny. Swoje królestwo podzielił między trzech synów. Azan został królem Azanii, Elatos – królem Kyllene, a Afidas – królem Tegei.
Po śmierci Azana jego syn Klitor stał się najpotężniejszym władcą Arkadii. Po bezpotomnej śmierci Klitora, jego następcami zostali Ajpytos i Stymfalos, synowie Elatosa. Kiedy Stymfalos został zamordowany przez fałszywego przyjaciela Pelopsa, a Ajpytos zginął podczas polowania, ukąszony przez węża, królem po nich został Aleos, poślubiwszy Neajrę, córkę innego z synów Elatosa, Pereusa. Aleos przeniósł stolicę Arkadii do Tegei, gdzie wzniósł świątynię poświęconą Atenie. Córkę Aleosa, kapłankę Ateny, Auge, uwiódł Herakles, za co spadła na Arkadię klęska suszy. Aleos skazał córkę, zgodnie z wyrocznią na śmierć, ostatecznie znalazła się jednak z synem Telefosem w Myzji.
Po śmierci Aleosa władzę nad Tegeą sprawował krótko nieznany bliżej Korytos, a po nim syn Aleosa, Cefeusz, który padł pod Spartą z 17. synami, wspomagając Heraklesa. Po śmierci Cefeusza władzę nad Arkadią objął jego brat Likurg. Jego syn Ankajos wziął udział w wyprawie Argonautów i łowach kalidońskich. Likurg panował tak długo, że gdy umarł jego synowie już nie żyli. Tron po nim objął więc jego wnuk Echemos. W pojedynku na przesmyku istmijskim zabił Hyllosa, wodza Heraklidów, dzięki czemu powstrzymał najazd Heraklidów na Peloponez. Po śmierci Echemosa władzę nad Tegeą przejął jego siostrzeniec Agapenor, który dowodził wojskami arkadyjskimi pod Troją. Agapenor nie wrócił spod Troi do Arkadii, a jego następcą został Hippotoos, syn Kerkyona, a prawnuk Stymfalosa. Hippotoos przeniósł stolicę Arkadii z Tegei do Trapezos.

## Historia
W czasach starożytnych był to wyizolowany obszar pozostający pod wpływami Sparty. Około 370 r. p.n.e. tebański wódz Epaminondas założył Megalopolis, a miasta Arkadii utworzyły Związek Arkadyjski. Megalopolis stawiało opór Sparcie i przystąpiło do Związku Achajskiego w 294 r. p.n.e.
Następnie Arkadia została włączona do prowincji rzymskiej Achaja. Podczas panowania rzymskiego kraina znacznie podupadła i straciła walory rolnicze, co doprowadziło do znacznego spadku liczby ludności.
W kolejnych wiekach los Arkadii był ściśle związany z historią Peloponezu – stawała się ona własnością kolejno Bizantyjczyków, Wenecjan, w końcu Turków osmańskich. W XIX wieku stała się częścią niepodległej Grecji.
W renesansie Arkadia była uważana przez poetów za krainę wiecznego szczęścia – ziemski raj, symbol wyidealizowanej krainy spokoju, ładu, sielankowej, wiecznej szczęśliwości i beztroski.